# Leichtathletik-Weltmeisterschaften 2007/3000 m Hindernis der Frauen

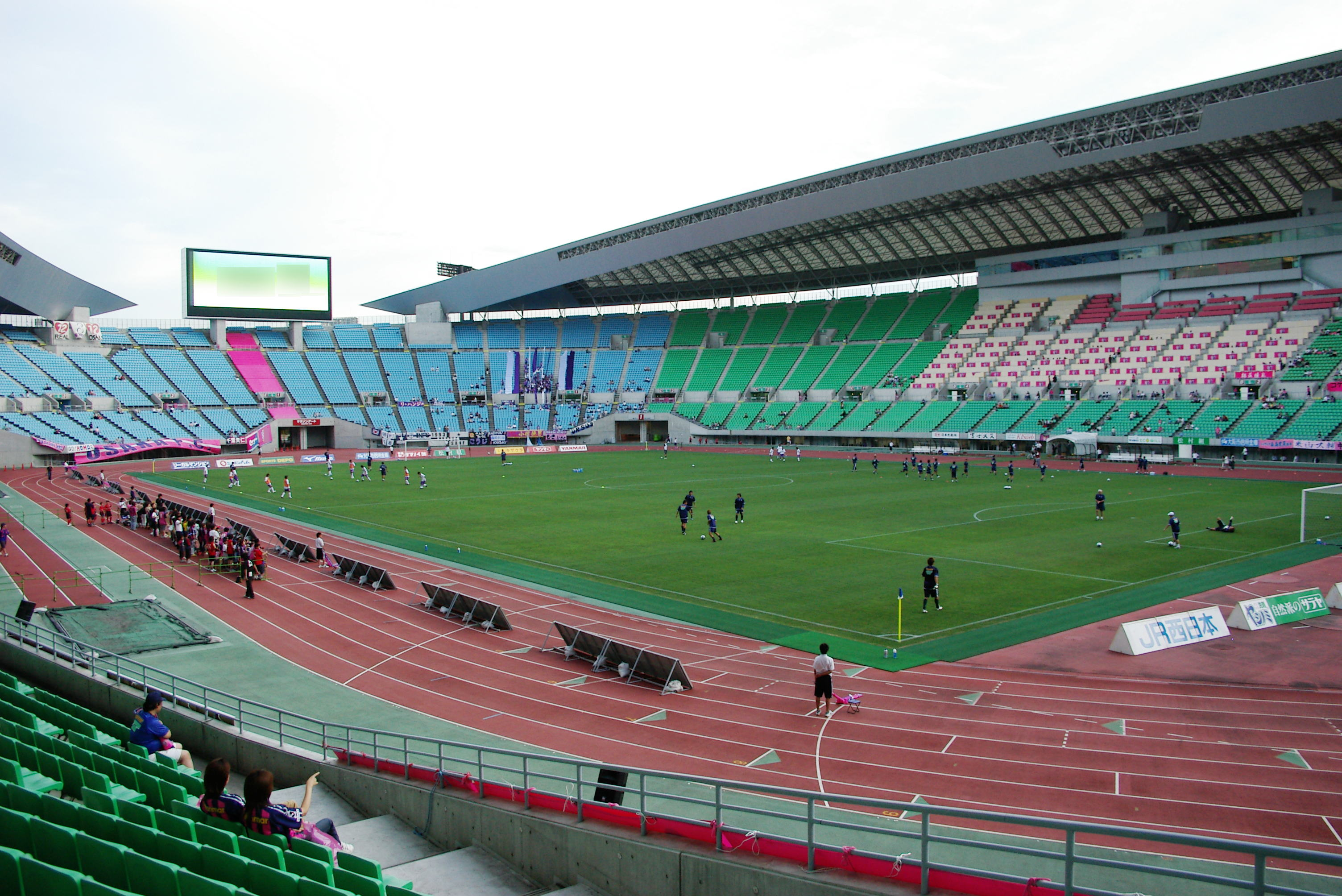
Das Nagai-Stadion in Osaka im Jahr 2004

Der 3000-Meter-Hindernislauf der Frauen bei den Leichtathletik-Weltmeisterschaften 2007 fand am 27. und 29. August 2007 im Nagai-Stadion der japanischen Stadt Osaka statt.
In diesem erst zum zweiten Mal bei Leichtathletik-Weltmeisterschaften ausgetragenen Wettbewerb errangen die russischen Läuferinnen einen Doppelsieg. Weltmeisterin wurde die WM-Zweite von 2005 Jekaterina Wolkowa. Sie gewann vor der aktuellen Vizeeuropameisterin Tatjana Petrowa. Bronze ging an die Kenianerin Eunice Jepkorir Kertich.

## Rekorde

### Bestehende Rekorde
| Weltrekord | 9:01,59 min | Gulnara Galkina | Iraklio, Griechenland         | 4. Juli 2004   |
| WM-Rekord  | 9:18,24 min | Dorcus Inzikuru | WM 2005 in Helsinki, Finnland | 8. August 2005 |

### Rekordverbesserung
Die russische Weltmeisterin Jekaterina Wolkowa verbesserte den bestehenden Weltmeisterschaftsrekord im Finale am 27. August 2007 um 11,67 Sekunden auf 9:06,57 min.
Außerdem gab es im Finale einen Landesrekord:

9:27,51 min – Sophie Duarte, Frankreich

## Vorrunde
Die Vorrunde wurde in drei Läufen durchgeführt. Die ersten vier Athletinnen pro Lauf – hellblau unterlegt – sowie die darüber hinaus drei zeitschnellsten Läuferinnen – hellgrün unterlegt – qualifizierten sich für das Finale.

### Vorlauf 1
25, 10:40 Uhr
| Platz | Name                    | Nation              | Zeit (min) |
| ----- | ----------------------- | ------------------- | ---------- |
| 1     | Eunice Jepkorir Kertich | Kenia               | 09:32,27   |
| 2     | Tatjana Petrowa         | Russland            | 09:38,80   |
| 3     | Veerle DeJaeghere       | Belgien             | 09:38,95   |
| 4     | Róisín McGettigan       | Irland              | 09:39,41   |
| 5     | Hatti Dean              | Großbritannien      | 09:43,23   |
| 6     | Mekdes Bekele           | Äthiopien           | 09:50,12   |
| 7     | Jenny Simpson           | USA                 | 09:51,04   |
| 8     | Zulema Fuentes-Pila     | Spanien             | 09:55,62   |
| 9     | Dobrinka Schalamanowa   | Bulgarien           | 09:58,76   |
| 10    | Zenaide Vieira          | Brasilien           | 10:04,40   |
| 11    | Natalija Tobias         | Ukraine             | 10:11,58   |
| 12    | Jin Yuan                | Volksrepublik China | 10:14,46   |
| 13    | Iríni Kokkinaríou       | Griechenland        | 10:19,62   |
| 14    | Tebogo Masehla          | Südafrika           | 10:41,02   |
| 15    | Kristine Eikrem Engeset | Norwegen            | 10:56,45   |
| DNF   | Alessja Turawa          | Belarus             |            |
| DNF   | Julie Coulaud           | Frankreich          |            |
| DNF   | Minori Hayakari         | Japan               |            |

Im ersten Vorlauf ausgeschiedene Hindernisläuferinnen:

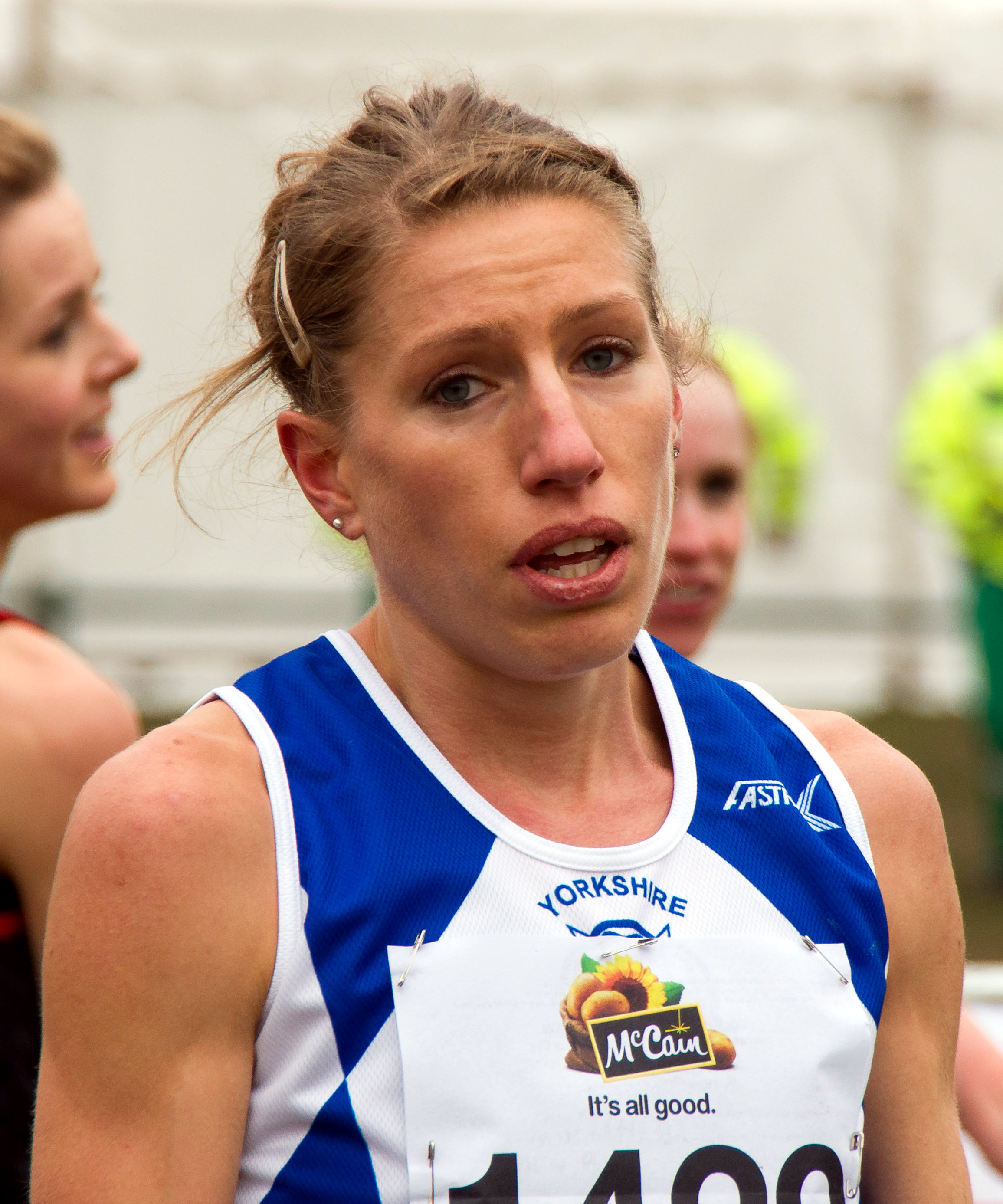
Hatti Dean Rang fünf in 9:43,23 min
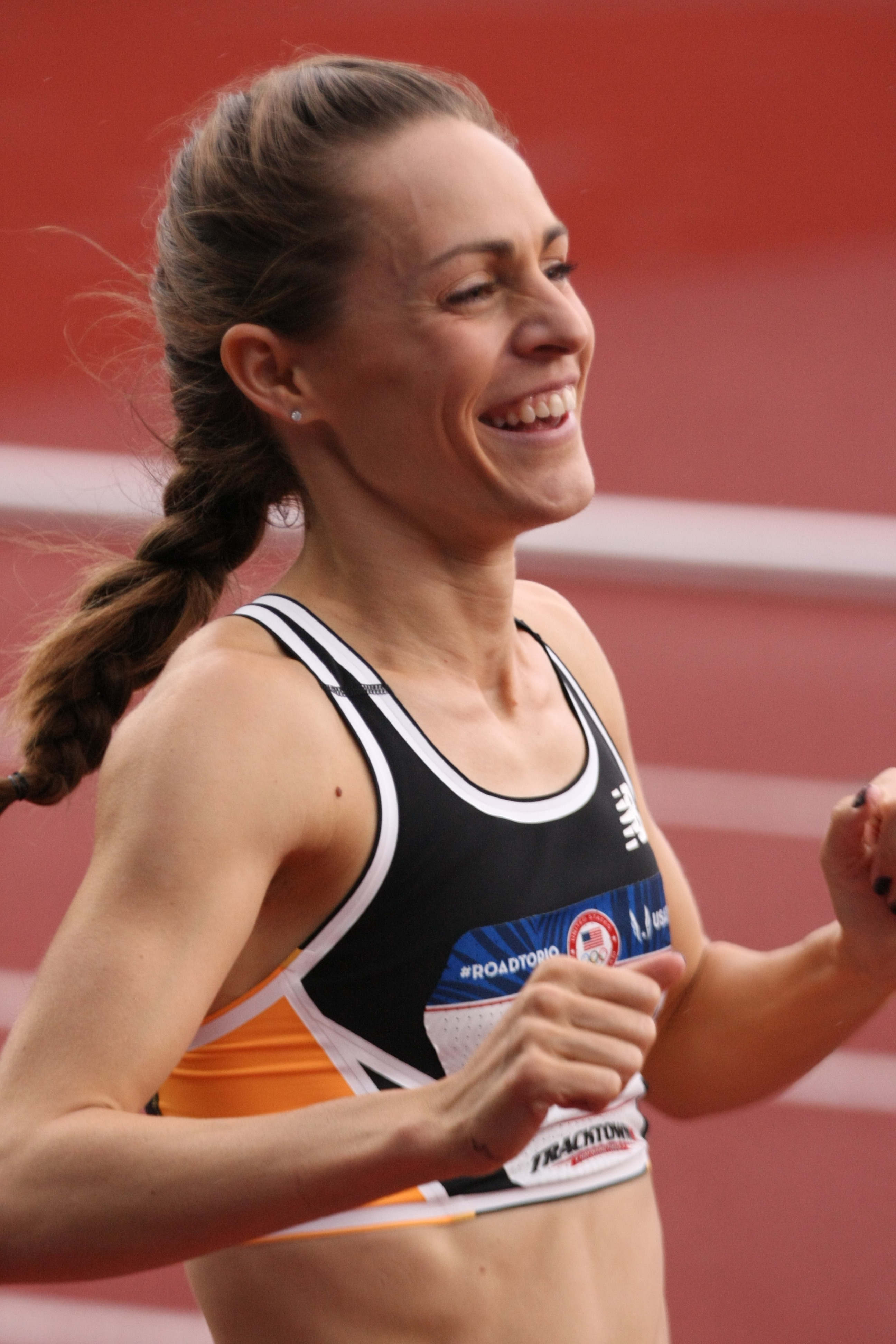
Jenny Simpson Rang sieben in 9:51,04 min
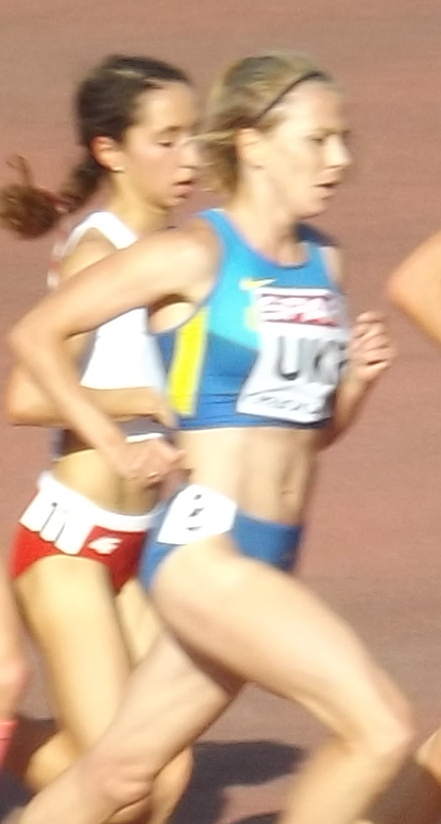
Natalija Tobias (blaues Trikot) Rang elf in 10:11,58 min
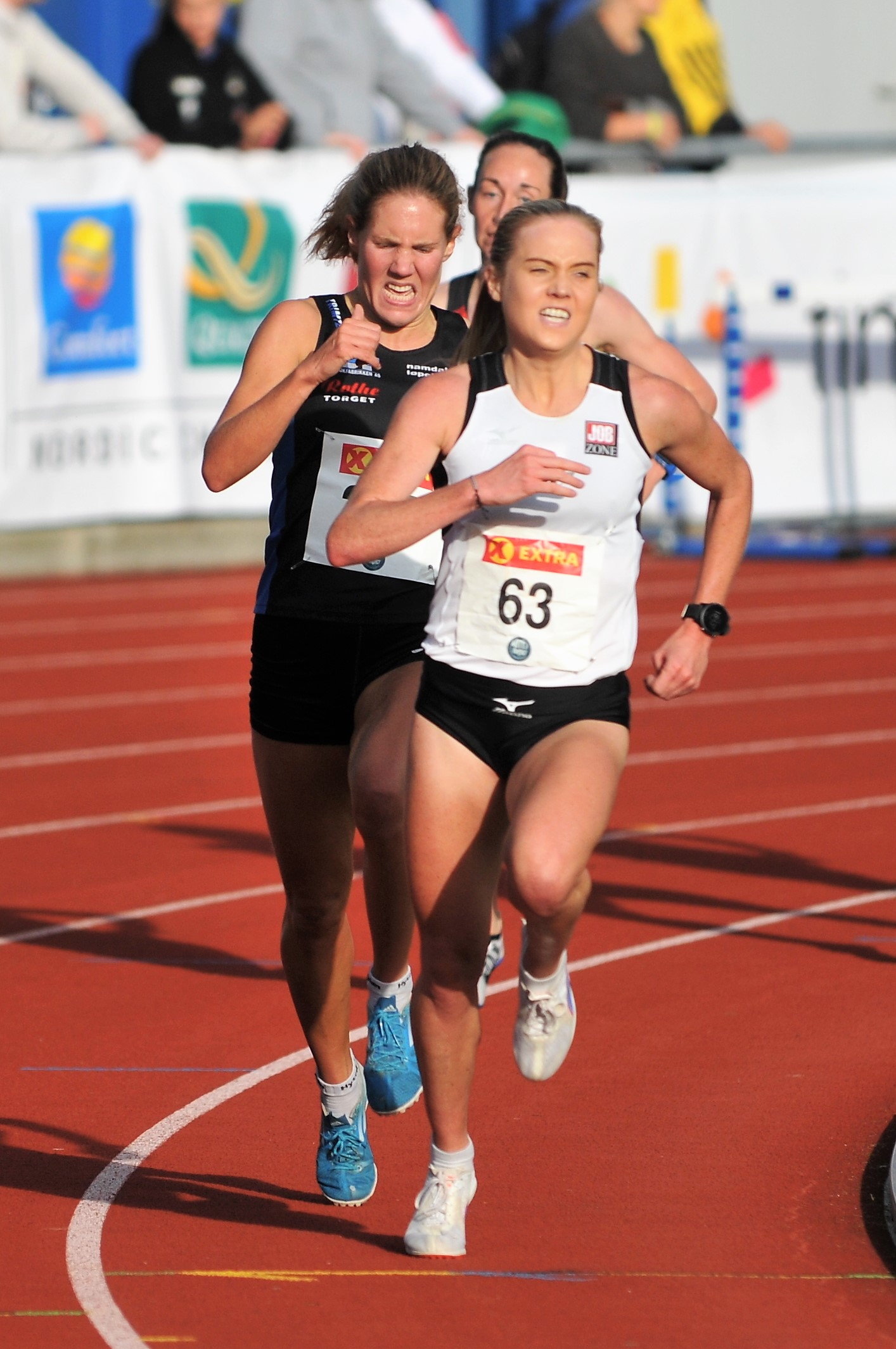
Kristine Eikrem Engeset (Nr. 63) Rang fünfzehn in 10:56,45 min
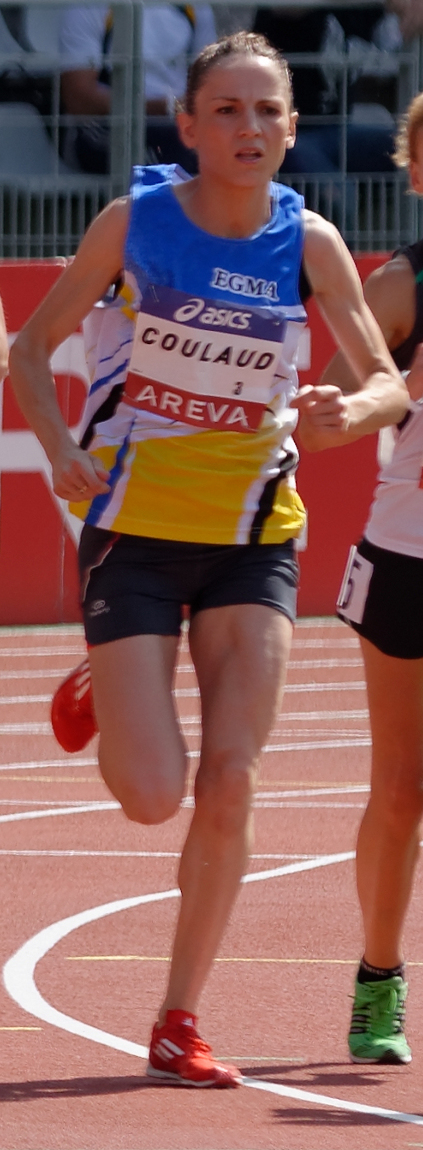
Julie Coulaud Rennen nicht beendet

### Vorlauf 2
25. August 2007, 10:54 Uhr
| Platz | Name                      | Nation              | Zeit (min) |
| ----- | ------------------------- | ------------------- | ---------- |
| 1     | Rosa Morató               | Spanien             | 09:43,48   |
| 2     | Wioletta Janowska         | Polen               | 09:43,96   |
| 3     | Gulnara Galkina           | Russland            | 09:43,98   |
| 4     | Sara Moreira              | Portugal            | 09:44,01   |
| 5     | Korene Hinds              | Jamaika             | 09:44,04   |
| 6     | Helen Clitheroe           | Großbritannien      | 09:44,59   |
| 7     | Ancuța Bobocel            | Rumänien            | 09:53,44   |
| 8     | Türkan Erişmiş            | Türkei              | 09:54,77   |
| 9     | Karoline Bjerkeli Grøvdal | Norwegen            | 09:56,41   |
| 10    | Lindsey Anderson          | USA                 | 09:57,00   |
| 11    | Li Zhenzhu                | Volksrepublik China | 10:00,55   |
| 12    | Zemzem Ahmed              | Äthiopien           | 10:07,77   |
| 13    | Élodie Olivarès           | Frankreich          | 10:08,39   |
| 14    | Andrea Mayr               | Österreich          | 10:14,22   |
| 15    | Sabine Heitling           | Brasilien           | 10:19,57   |
| DNF   | Christin Johansson        | Schweden            |            |
| DNF   | Sigrid Vanden Bempt       | Belgien             |            |
| DNF   | Donna MacFarlane          | Australien          |            |

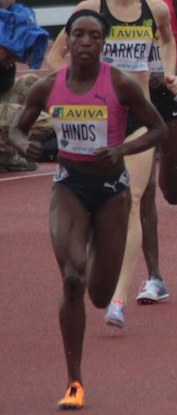
Korene Hinds schied als Fünfte ihres Vorlaufs in 9:44,00 min aus

Im zweiten Vorlauf ausgeschiedene Hindernisläuferinnen:

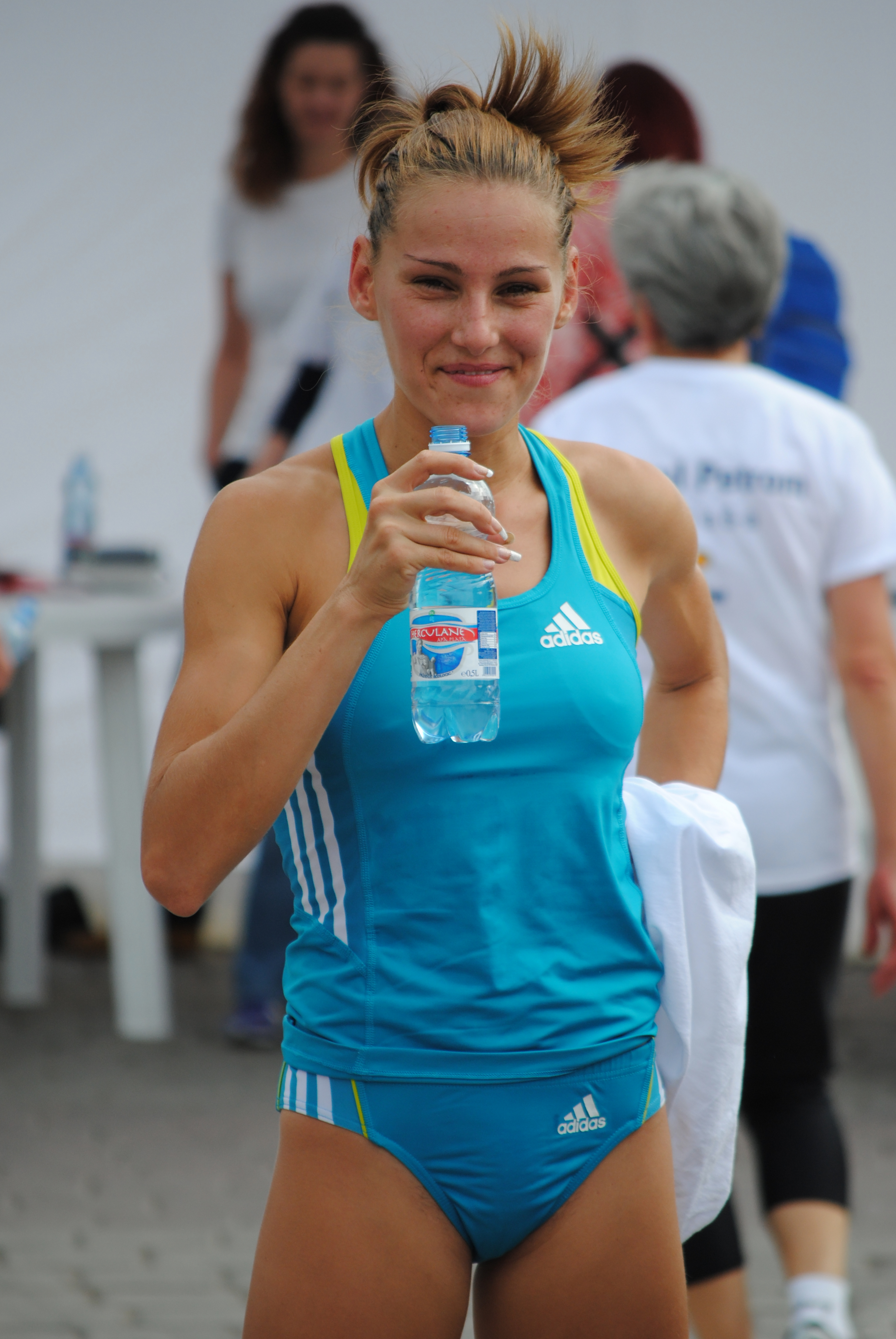
Ancuța Bobocel Rang sieben in 9:53,44 min
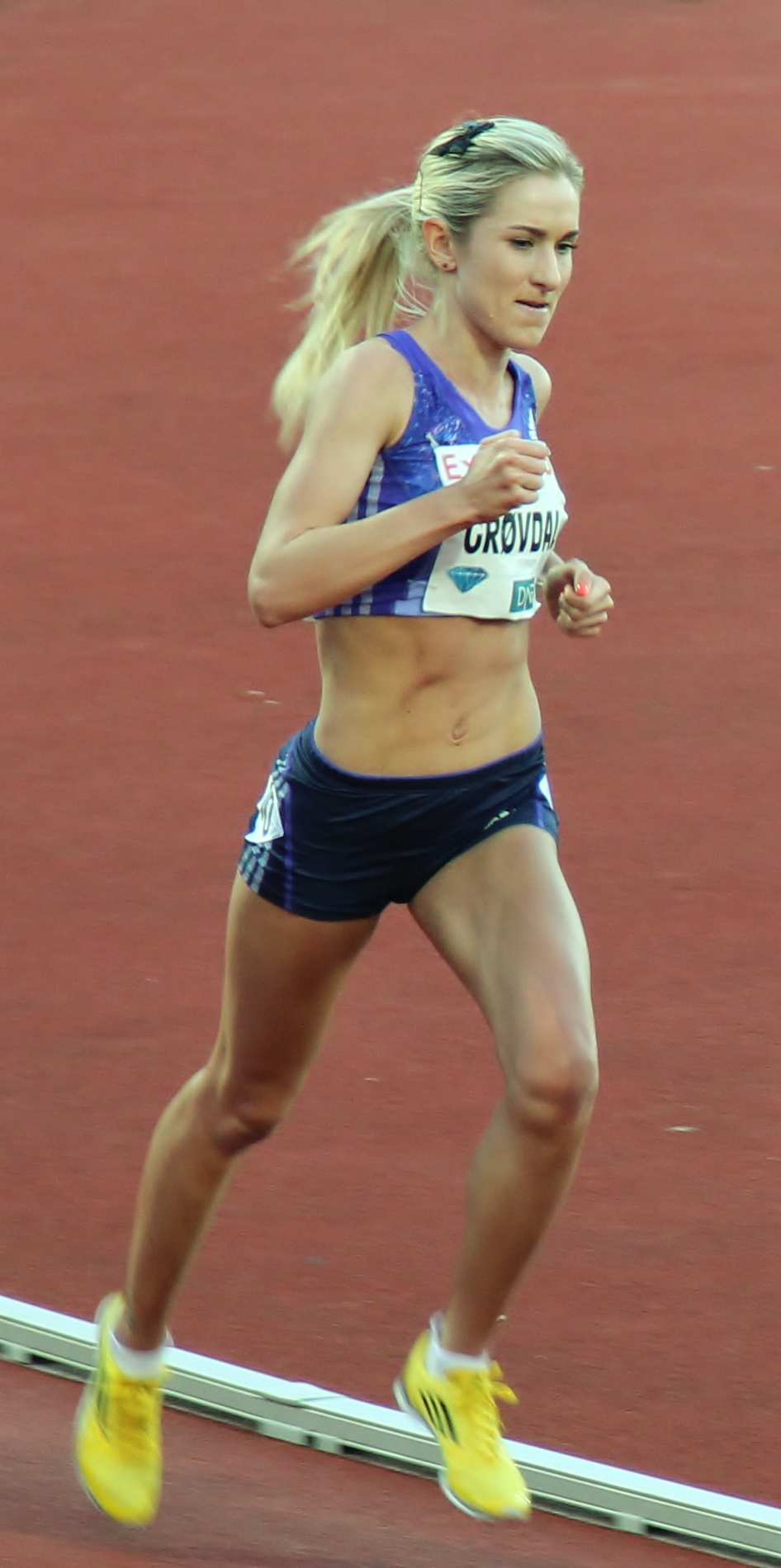
Karoline Bjerkeli Grøvdal Rang neun in 9:56,41 min
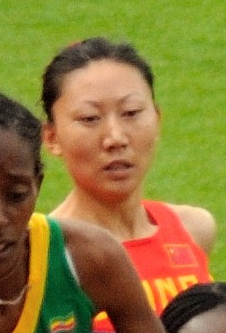
Li Zhenzhu Rang elf in 10:00,55 min
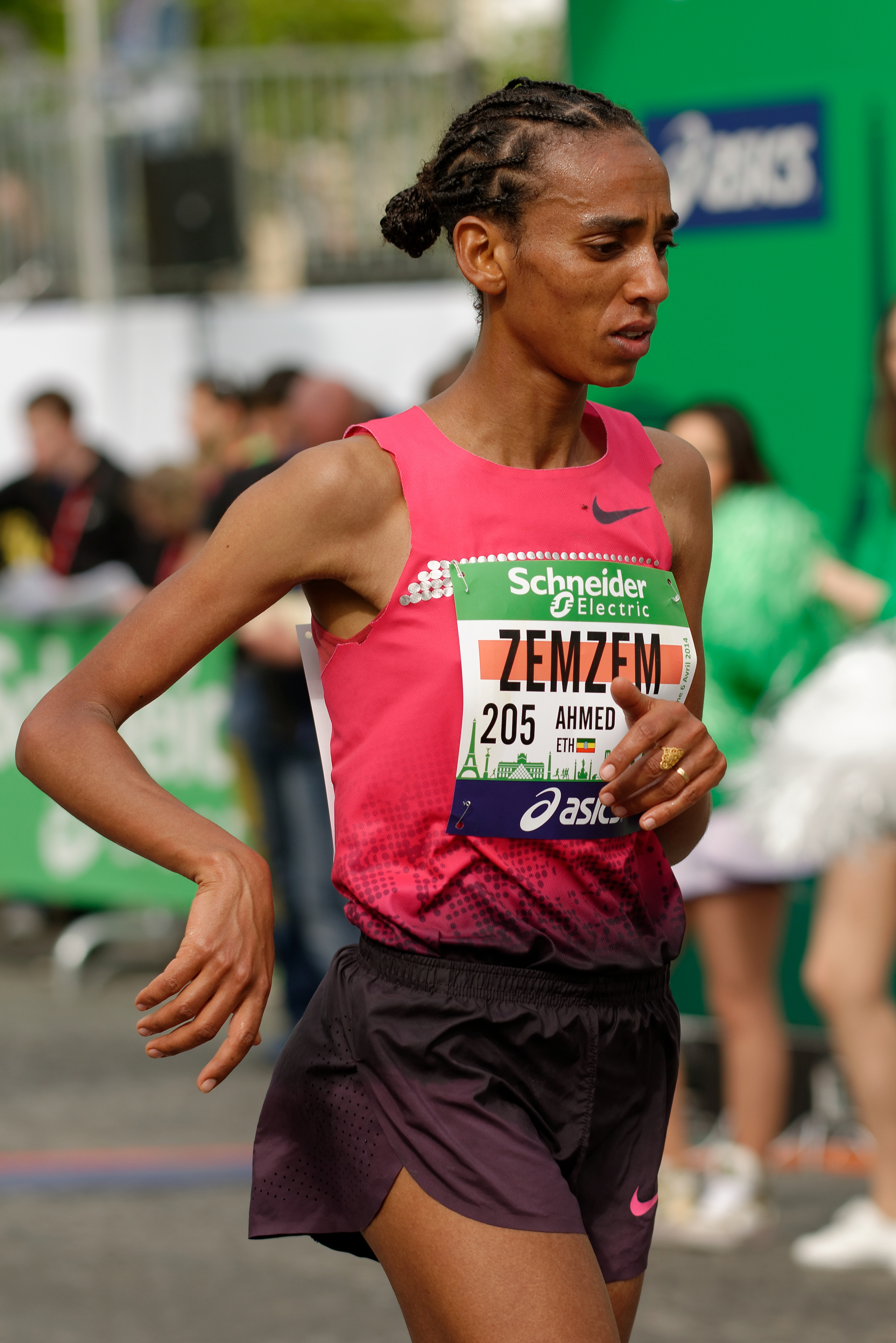
Zemzem Ahmed Rang zwölf in 10:07,77 min
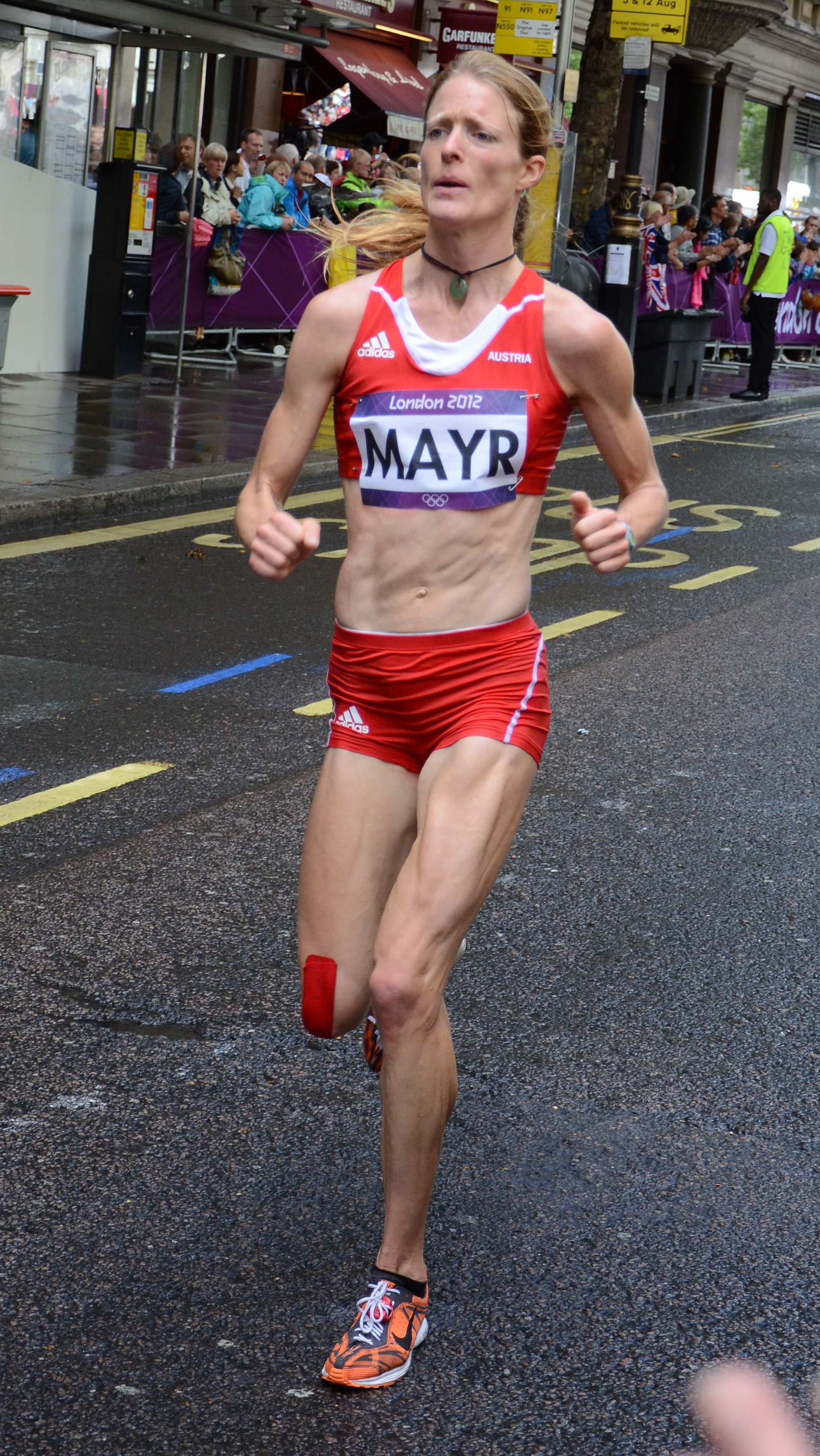
Andrea Mayr Rang vierzehn in 10:14,22 min

### Vorlauf 3
25. August 2007, 11:08 Uhr
| Platz | Name                  | Nation              | Zeit (min) |
| ----- | --------------------- | ------------------- | ---------- |
| 1     | Cristina Casandra     | Rumänien            | 09:29,39   |
| 2     | Jekaterina Wolkowa    | Russland            | 09:30,00   |
| 3     | Hanane Ouhaddou       | Marokko             | 09:30,61   |
| 4     | Sophie Duarte         | Frankreich          | 09:30,70   |
| 5     | Ruth Bisibori Nyangau | Kenia               | 09:31,20   |
| 6     | Mardrea Hyman         | Jamaika             | 09:42,23   |
| 7     | Fionnuala McCormack   | Irland              | 09:42,38   |
| 8     | Anna Pierce           | USA                 | 09:48,62   |
| 9     | Elena Romagnolo       | Italien             | 09:50,79   |
| 10    | Diana Martín          | Spanien             | 09:53,88   |
| 11    | Katarzyna Kowalska    | Polen               | 09:58,74   |
| 12    | Stephanie de Croock   | Belgien             | 10:01,74   |
| 13    | Zhu Yanmei            | Volksrepublik China | 10:01,77   |
| 14    | Victoria Mitchell     | Australien          | 10:06,61   |
| 15    | Netsanet Achamo       | Äthiopien           | 10:12,59   |
| 16    | Walentyna Horpynytsch | Ukraine             | 10:13,87   |
| 17    | Silje Fjørtoft        | Norwegen            | 10:32,33   |
| 18    | Yoshika Arai          | Japan               | 10:32,67   |

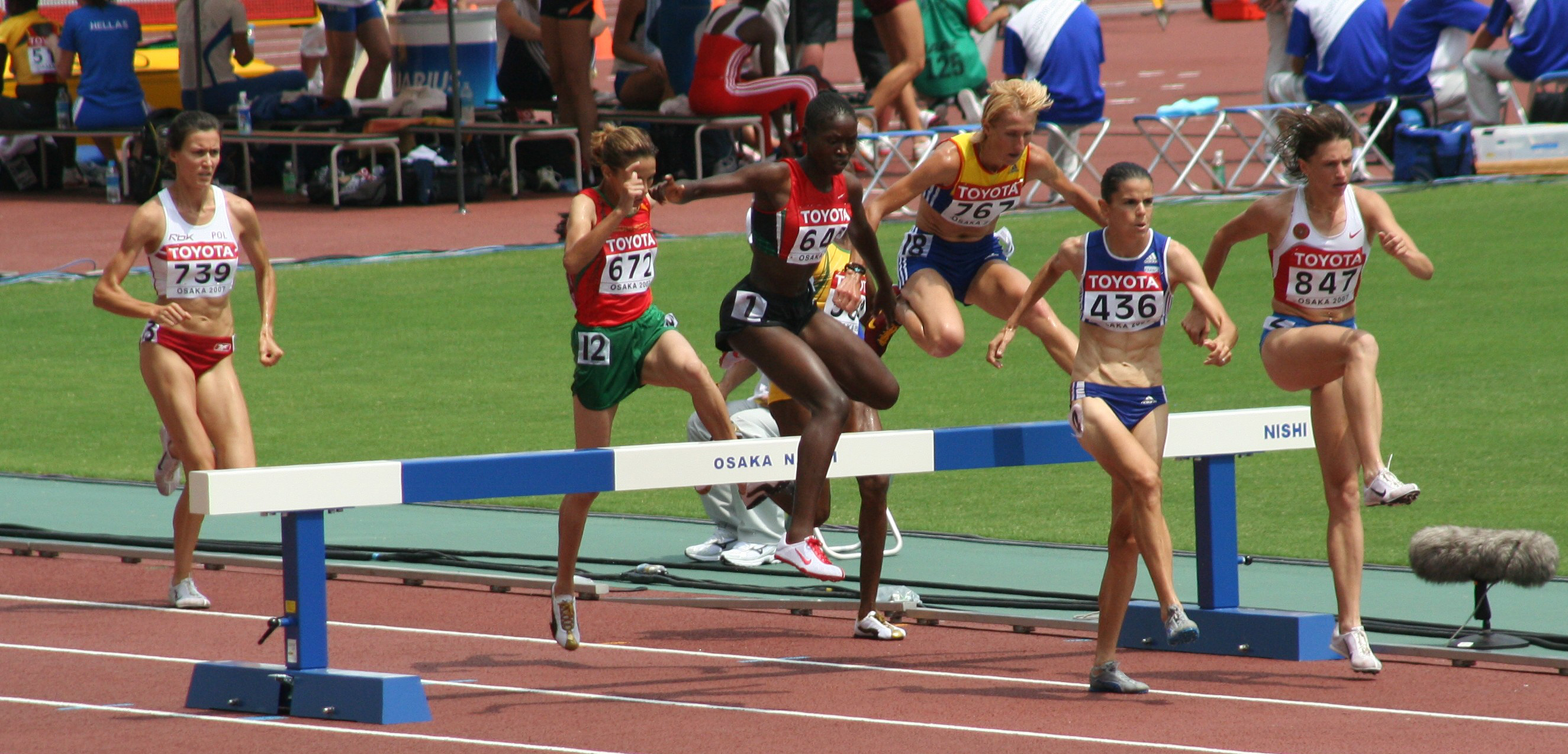
Die Läuferinnen an einem Hindernis im dritten Vorlauf

Im dritten Vorlauf ausgeschiedene Hindernisläuferinnen:

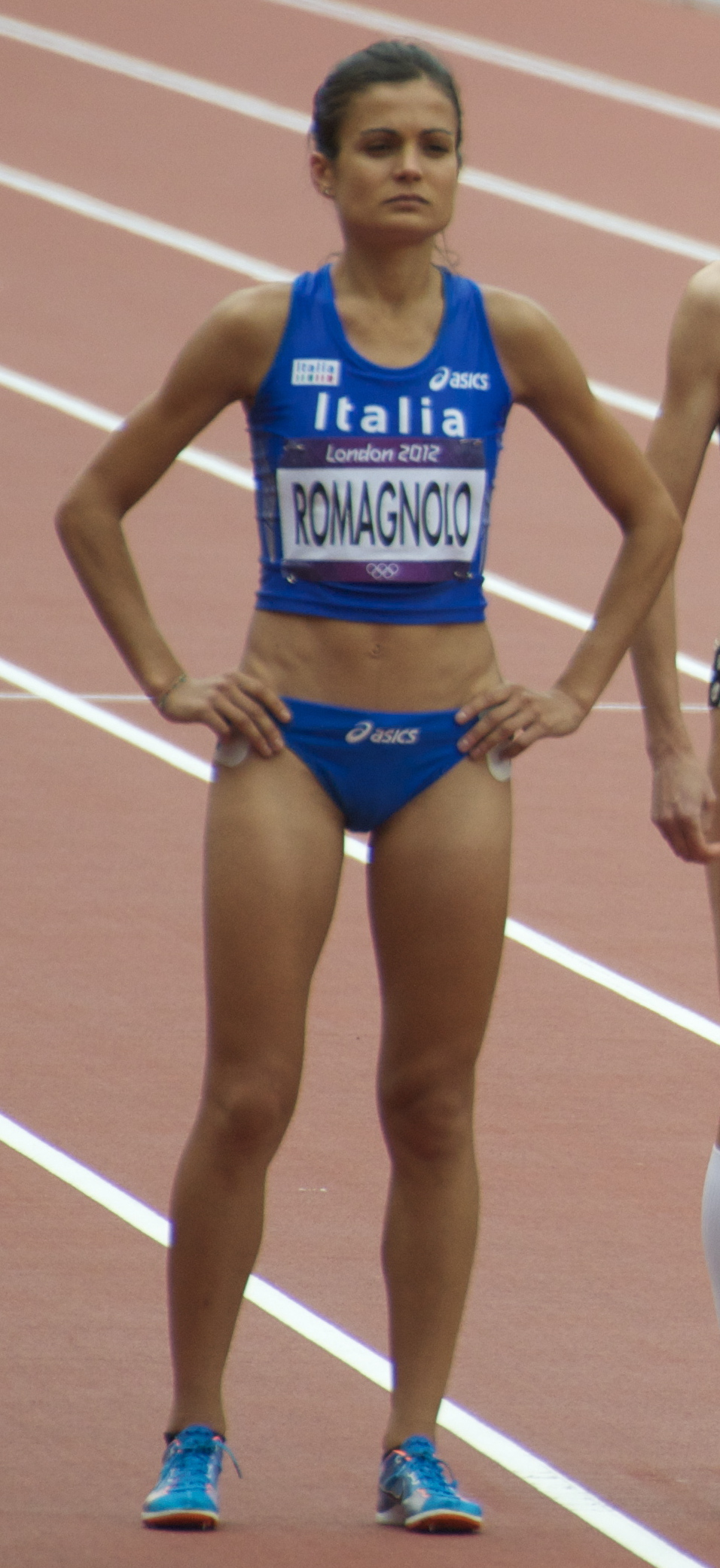
Elena Romagnolo Rang neun in 9:50,79 min
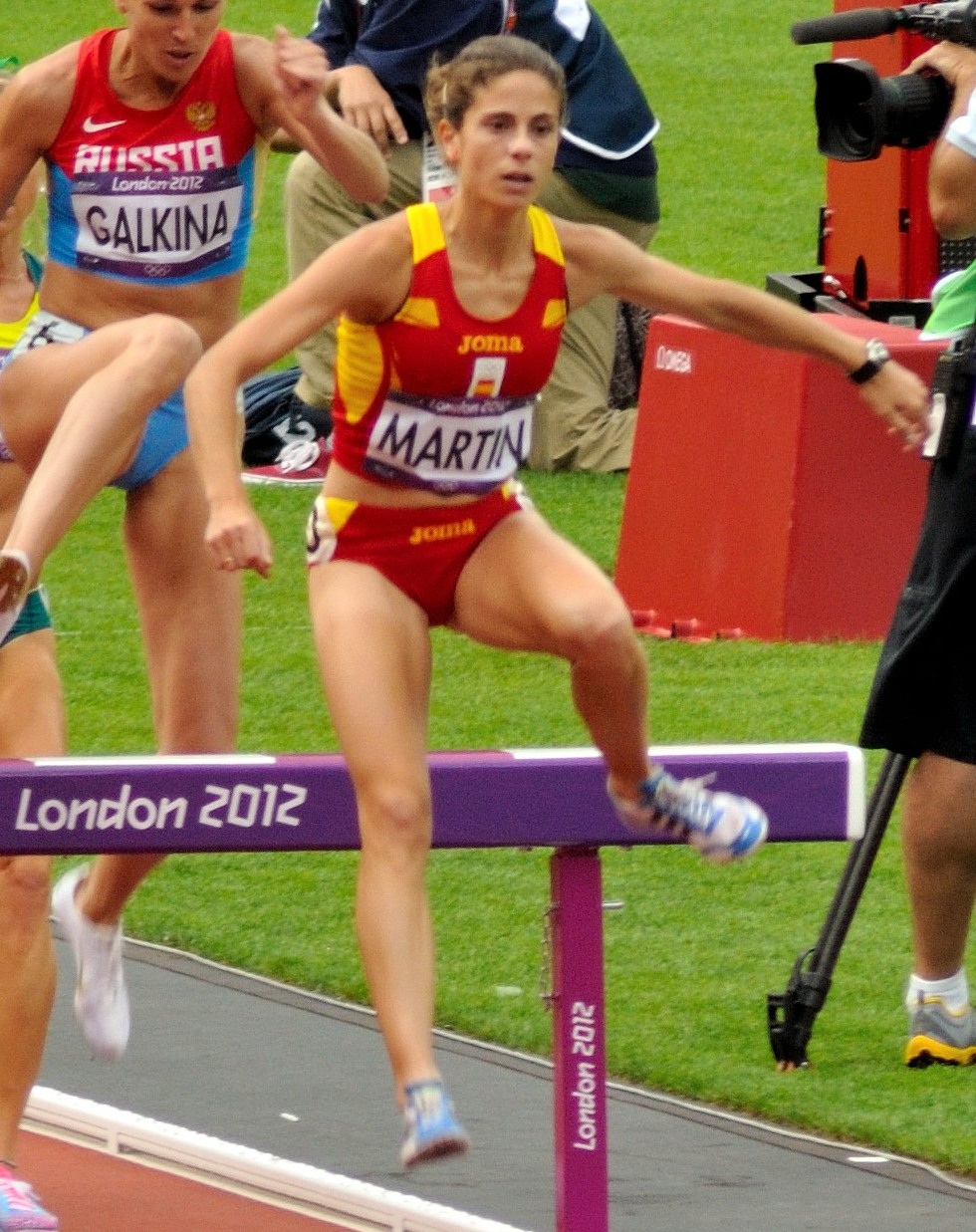
Diana Martín Rang zehn in 9:53,88 min
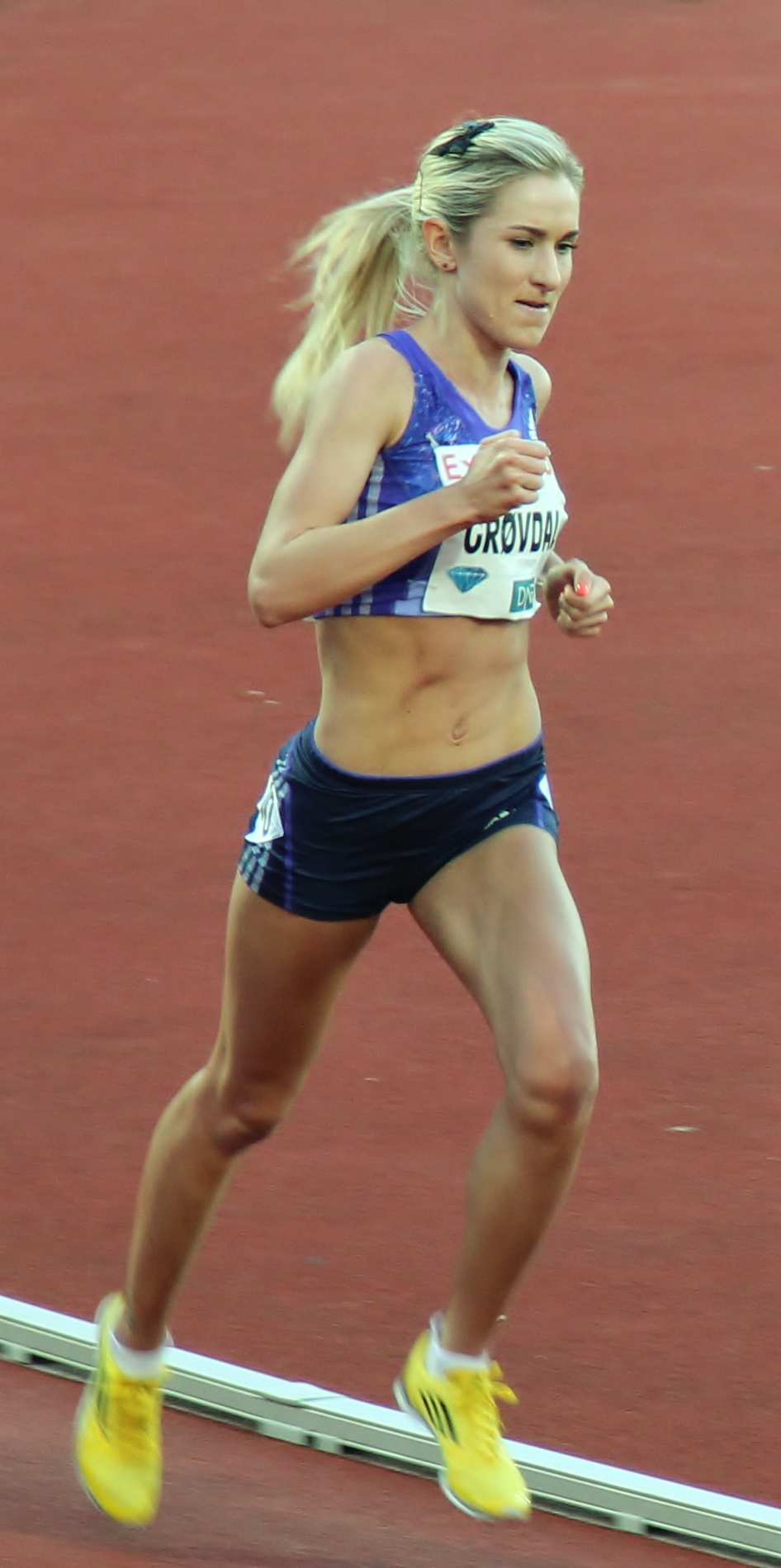
Karoline Bjerkeli Grøvdal Rang neun in 9:56,41 min
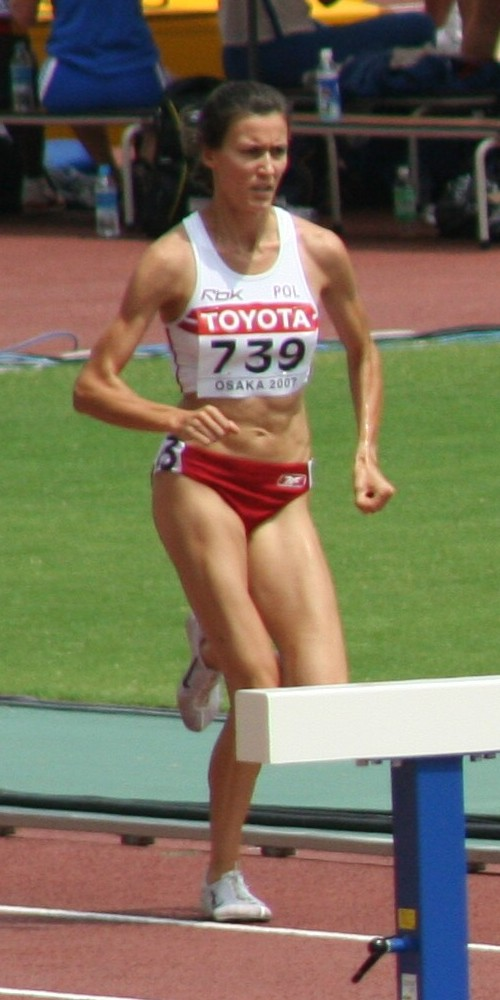
Katarzyna Kowalska Rang elf in 9:58,74 min
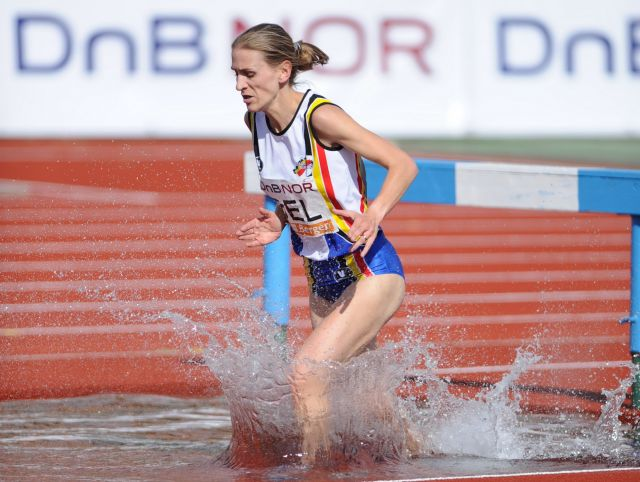
Stephanie de Croock Rang zwölf in 10:01,74 min
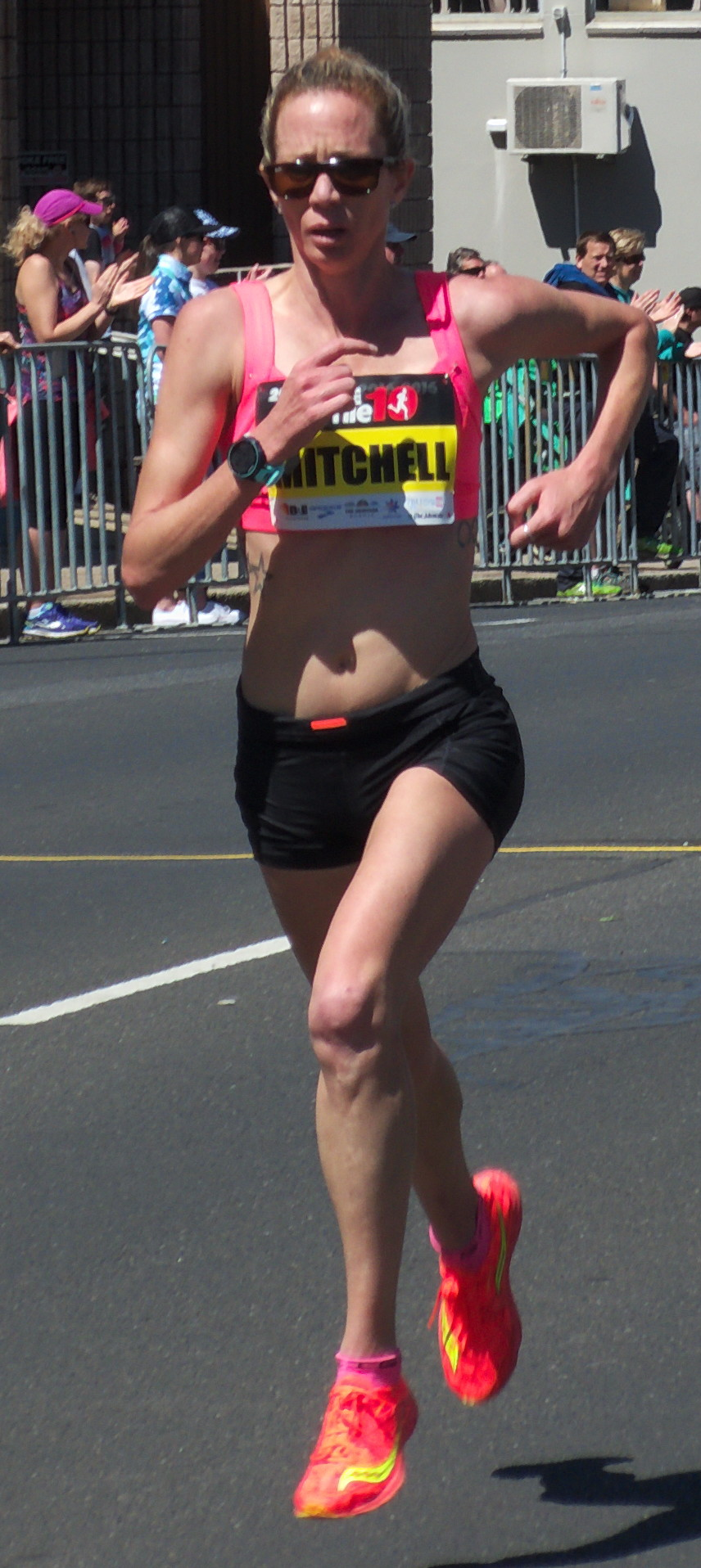
Victoria Mitchell Rang vierzehn in 10:06,61 min
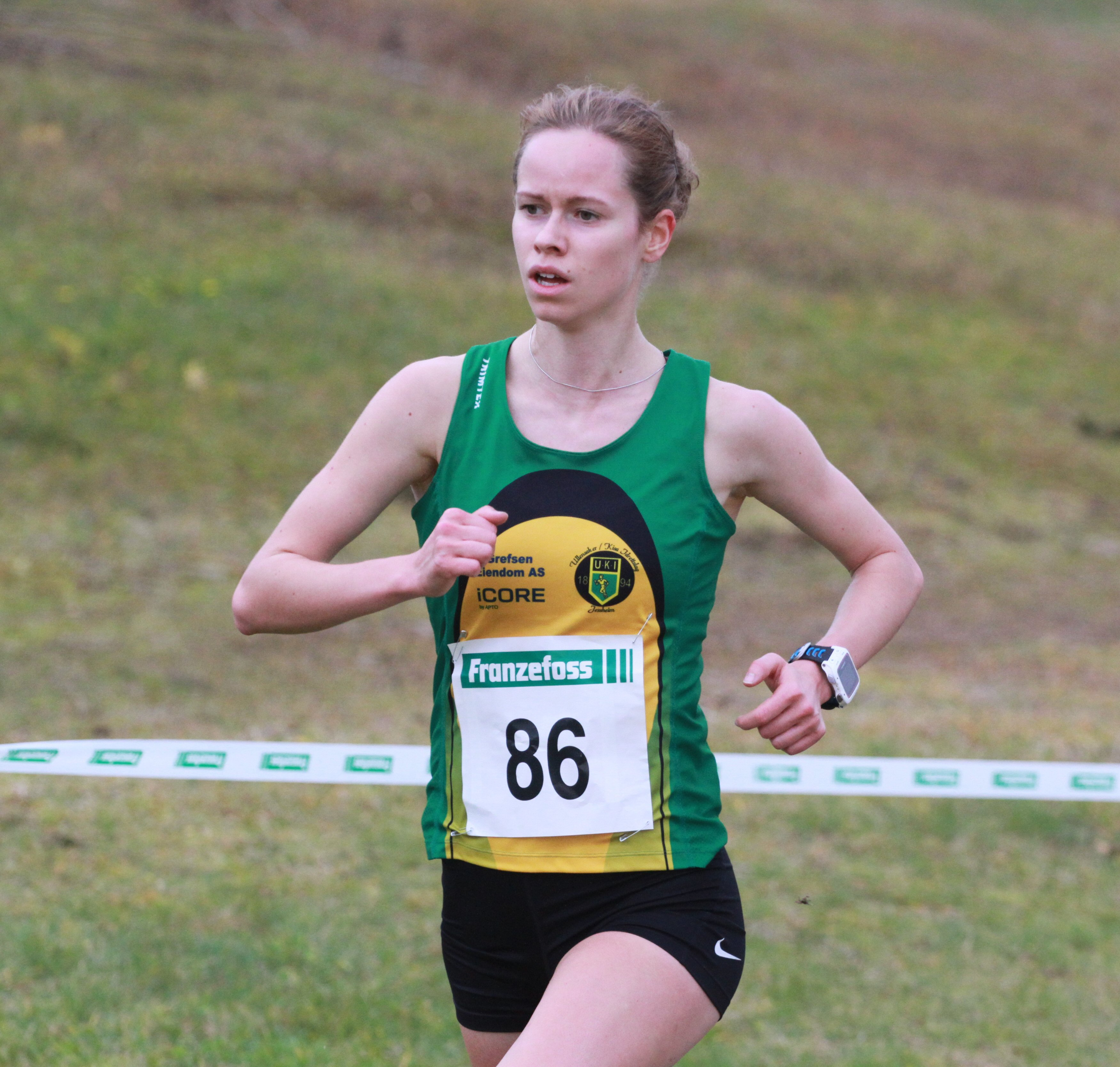
Silje Fjørtoft Rang sechzehn in 10:32,33 min

## Finale
27. August 2007, 20:20 Uhr
| Platz | Name                    | Nation     | Zeit (min)  |
| ----- | ----------------------- | ---------- | ----------- |
| 1     | Jekaterina Wolkowa      | Russland   | 09:06,57 CR |
| 2     | Tatjana Petrowa         | Russland   | 09:09,19    |
| 3     | Eunice Jepkorir Kertich | Kenia      | 09:20,09    |
| 4     | Ruth Bisibori Nyangau   | Kenia      | 09:25,25    |
| 5     | Sophie Duarte           | Frankreich | 09:27,51 NR |
| 6     | Cristina Casandra       | Rumänien   | 09:29,63    |
| 7     | Gulnara Galkina         | Russland   | 09:30,24    |
| 8     | Rosa Morató             | Spanien    | 09:36,84    |
| 9     | Hanane Ouhaddou         | Marokko    | 09:37,87    |
| 10    | Róisín McGettigan       | Irland     | 09:39,80    |
| 11    | Veerle DeJaeghere       | Belgien    | 09:40,10    |
| 12    | Fionnuala McCormack     | Irland     | 09:48,09    |
| 13    | Sara Moreira            | Portugal   | 10:00,40    |
| 14    | Mardrea Hyman           | Jamaika    | 10:16,24    |
| DNF   | Wioletta Janowska       | Polen      |             |

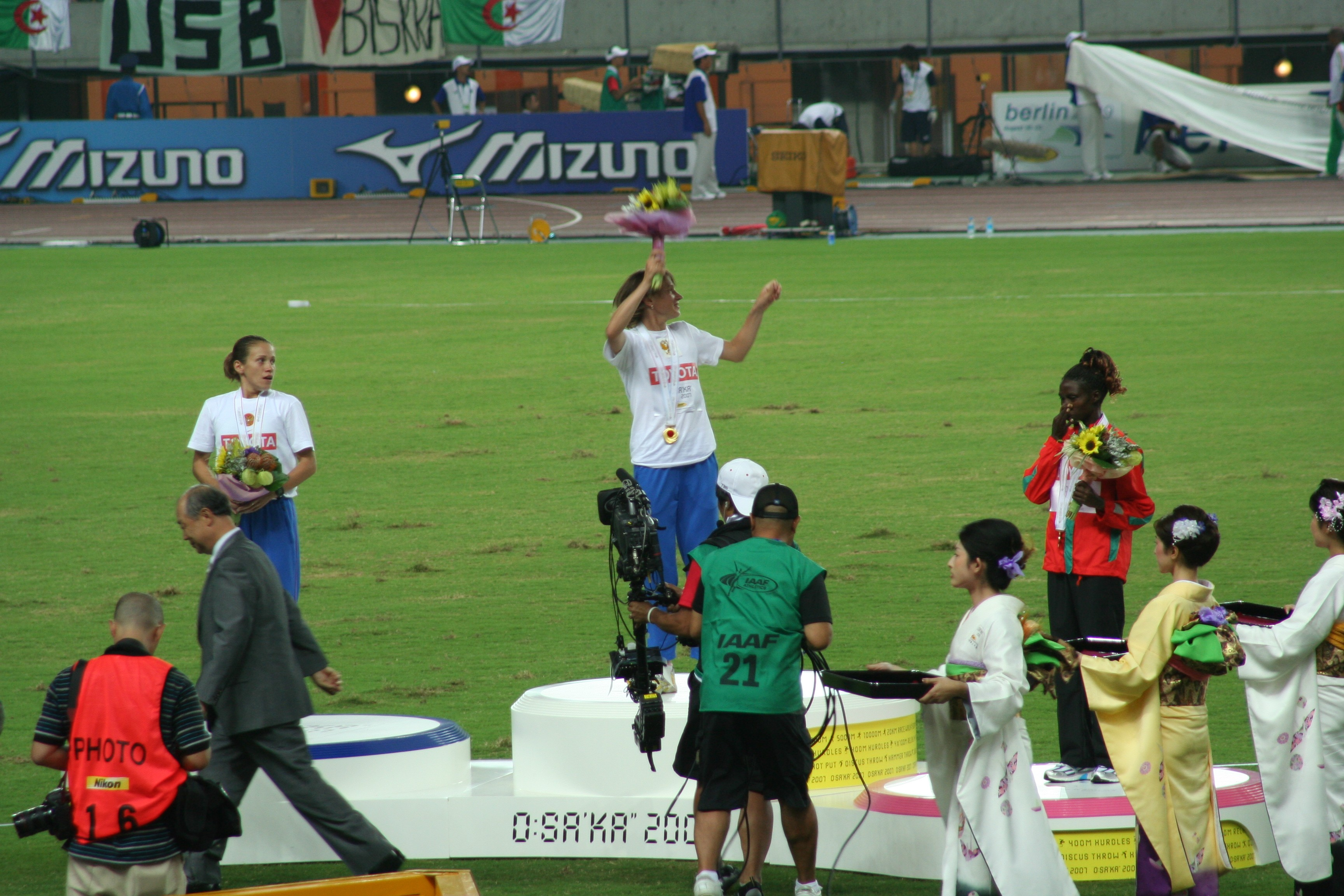
Die Medaillengewinnerinnen mit Blumen bei der Siegerehrung

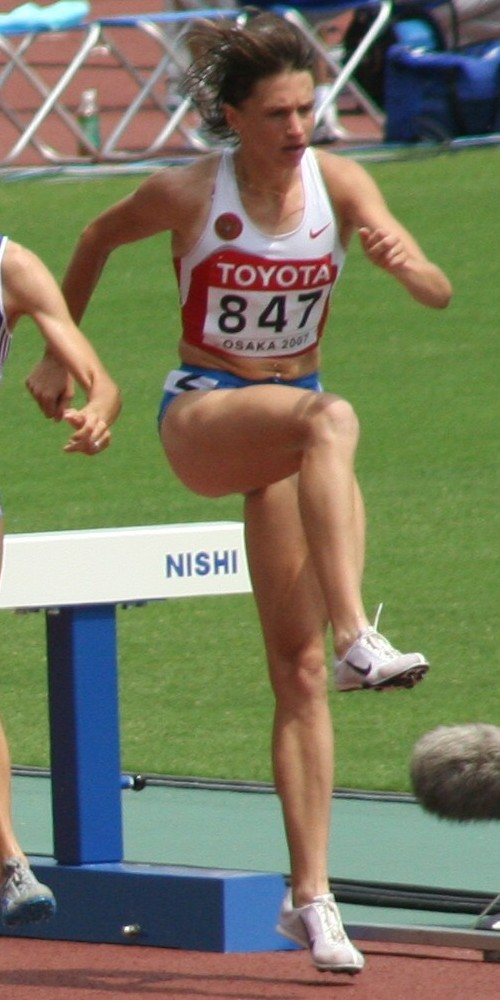
Nach Silber bei den Weltmeisterschaften 2005 gab es nun Gold für Jekaterina Wolkowa
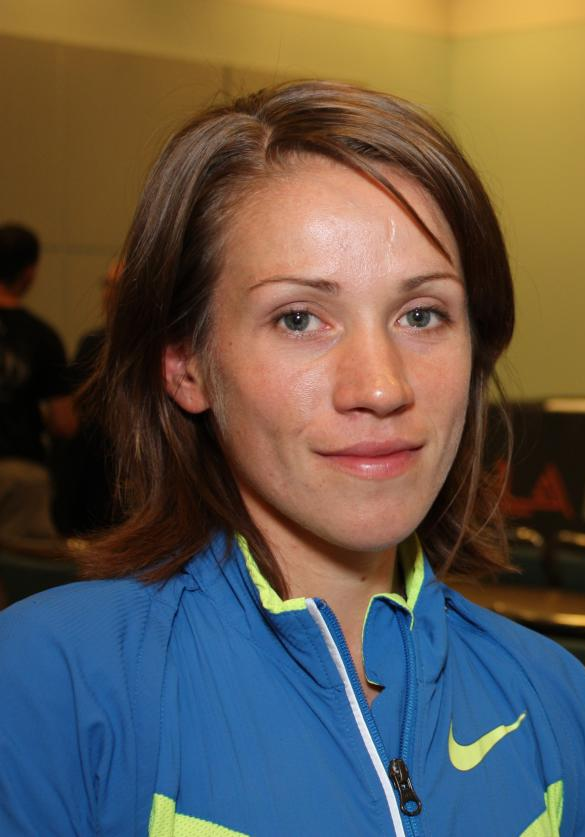
Vizeweltmeisterin Tatjana Petrowa
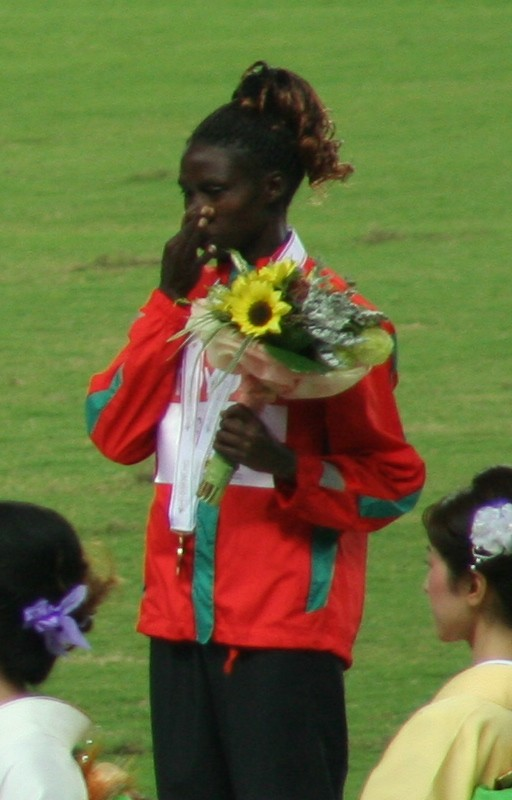
Bronzemedaillengewinnerin Eunice Jepkorir bei der Siegerehrung

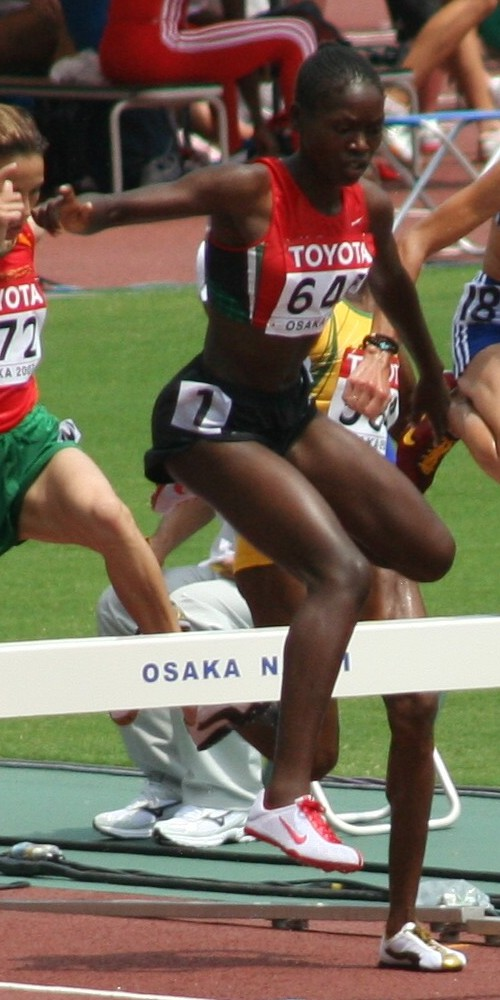
Ruth Bisibori Nyangau kam auf den vierten Platz
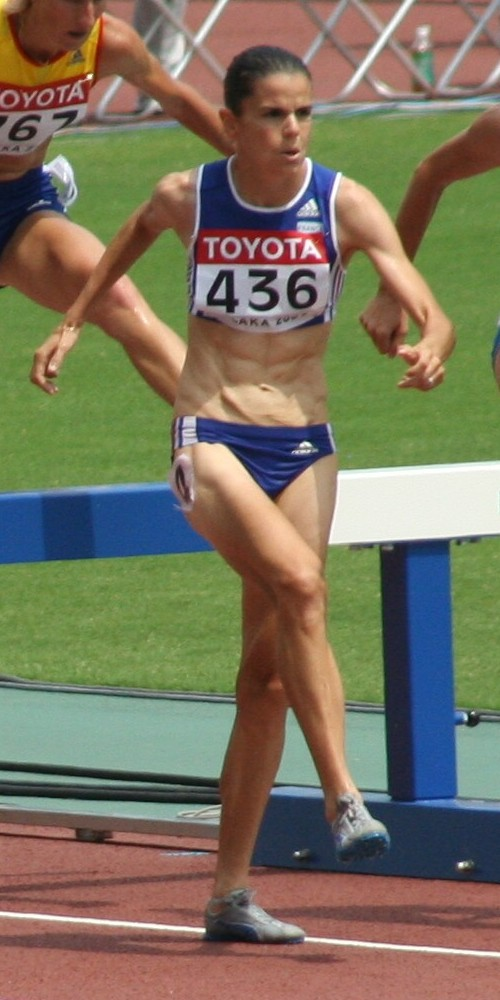
Sophie Duarte belegte mit französischem Landesrekord Rang fünf
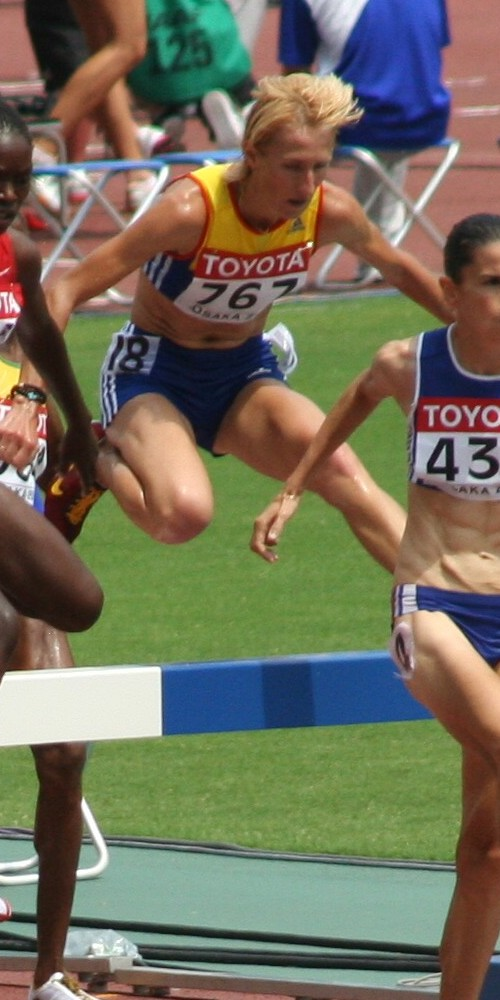
Cristina Casandra erreichte Platz sechs
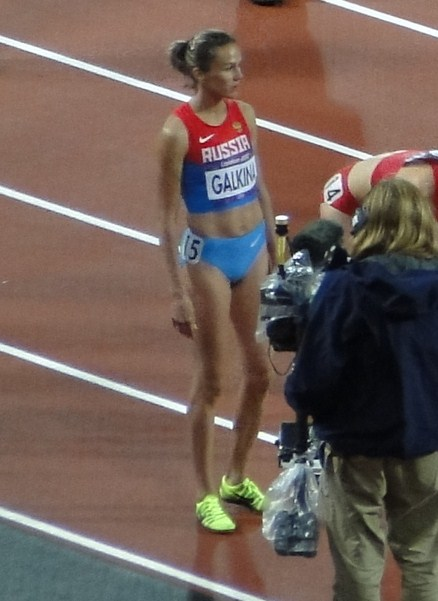
Die Weltrekordinhaberin Gulnara Galkina wurde Siebte
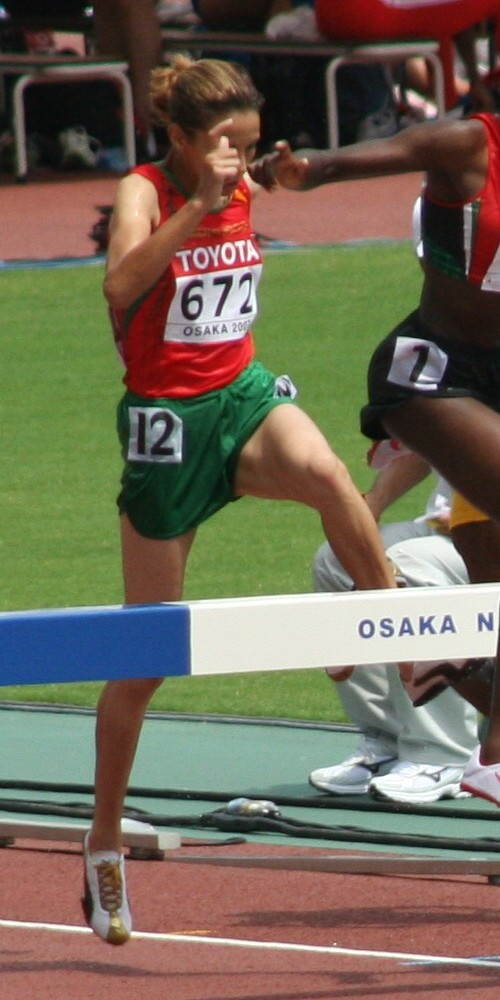
Die neuntplatzierte Hanane Ouhaddou
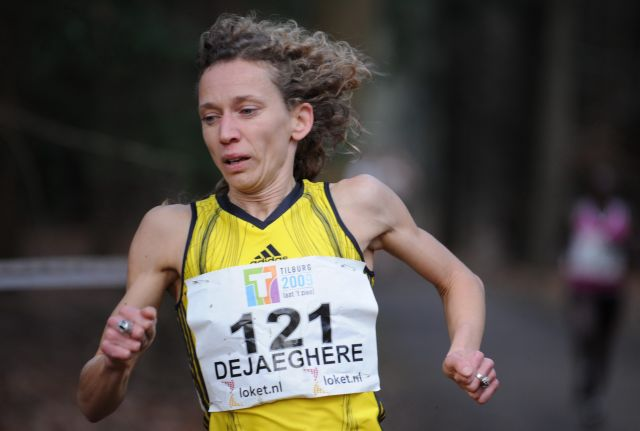
Rang elf für Veerle DeJaeghere
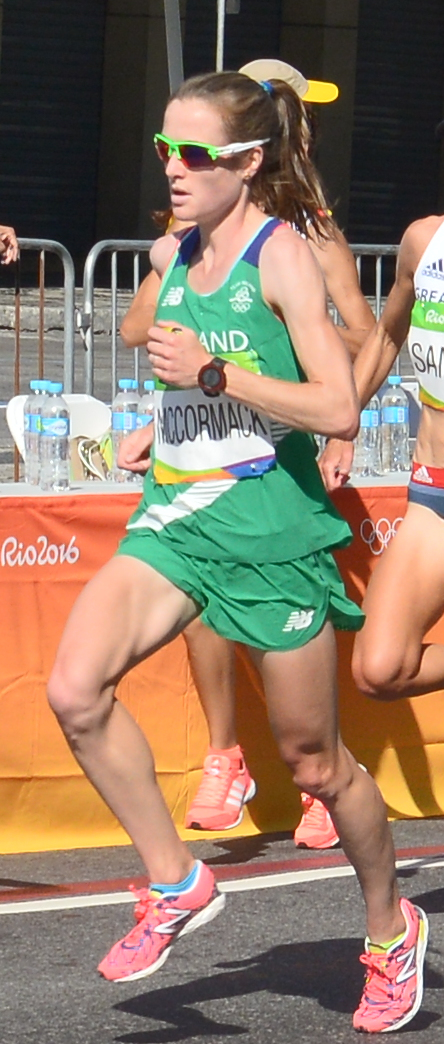
Fionnuala McCormack – Platz zwölf
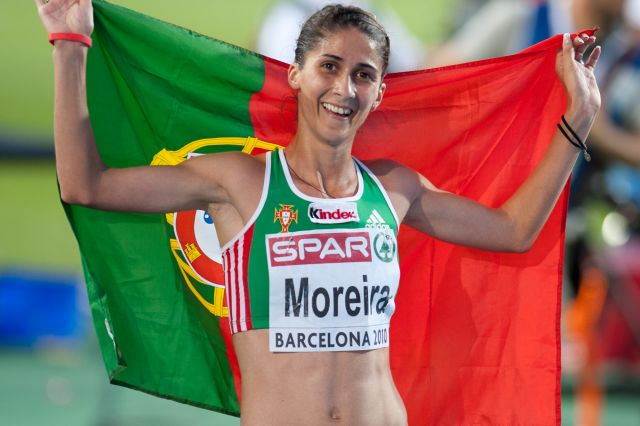
Sara Moreira (hier nach ihrem EM-Silber über 2010 5000 Meter) – Platz dreizehn

## Video
- Steeplechase collision in Osaka, youtube.com, abgerufen am 7. November 2020